# Невский альманах (журнал)
«Не́вский альмана́х» — литературный журнал, основанный в 2003 году по инициативе поэта Владимира Скворцова. Выходит 6 раз в год. Распространяется по подписке и через киоски ООО «Пресса».
Журнал претендует на преемственность с «Невским альманахом», издававшимся в XIX веке, указывая дату основания — 1825 год. Имеет подзаголовок: «Журнал писателей России».
Выходит при поддержке Общества русской культуры, Союза писателей России, Международной ассоциации писателей баталистов и маринистов Санкт-Петербурга и Союза писателей «Многонациональный Петербург». Учредитель издания — Некоммерческое партнёрство поддержки литераторов «Родные просторы».

## Отзывы
Сколько нынче в стране литературно-художественных журналов? Несколько десятков. А в Петербурге? — их можно перечислить по пальцам одной руки: «Нева», «Звезда», «Невский альманах» <…> На страницах «Невского альманаха» публикуются как известные всей стране авторы, так и те, кто, не имея громкого имени, олицетворяет собой талантливые стихи и прозу.
Назовем несколько имен: Глеб Горбовский, Валерий Ганичев, Олег Чупров, Николай Коняев, Анатолий Аврутин, Александр Ковалев, Борис Орлов. Это именитые.

Мария Амфилохиева, Виталий Хлебников, Ирина Таяновская, Ксения Фирсова — не столь известные, но выражающие в своем творчестве и суть нашего времени и внутренний мир русского человека.— секретарь правления Союза писателей России Иван Сабило

На страницах журнала много интересной прозы и публицистики, стихотворений как уже известных поэтов, так и совсем незнакомых, передает СПб-ТАСС. Есть и юмористический раздел «Музы и конфузы», юным читателям и авторам адресована детская рубрика «Малая Невка».— Информационный портал медиасообщества Северо-Западного региона Lenuzdat.ru